# Пестряк изменчивый
Пестряк изменчивый, или пестряк восьмиточечный, или пестряк чёрный, или восковик восьмиточечный, (Gnorimus variabilis) — вид пластинчатоусых жуков. Входит в состав подсемейства Trichiinae, которое иногда также рассматривается в статусе трибы Trichiini в подсемействе бронзовок (Cetoniinae). 

## Описание
Жук длиной 17—22 мм с относительно суженной назад переднеспинкой и относительно широкими, с закругленными боками надкрыльями. Окраска чёрная, блестящая, с жёлтыми небольшими пятнышками. Переднеспипка слабо выпуклая, практически одинаковой длины и ширины, кзади слабо сужена, покрыта густыми, относительно мелкими, частично морщинистыми точками, возле задних углов с небольшими жёлтыми пятнышками. Надкрылья широкие, с закруглёнными боками, широко закруглёнными в отдельности вершинами с едва намеченными, местами прерванными, продольными ребрами. Их поверхность мелкобугристая, с небольшими густыми, дуговидными и простыми точками. Каждое надкрыльями с 4 небольшими жёлтыми пятнышками. Пигидий сильно выпуклый, большой, покрытый мелкими густыми поперечными морщинками и довольно многочисленными жёлтыми мелкими волосками, на боках с 1—2 жёлтыми пятнышками. Низ тела покрыт в густых мелких морщинистых точках и коротких, весьма многочисленных желтоватых волосках, которые на груди длиннее и гуще, чем на брюшке. Ноги длинные и сильные, покрыты густыми мелкими волосками. Передние голени снаружи с 2 зубцами. Средние голени у самца сильно изогнуты, у самки прямые. 

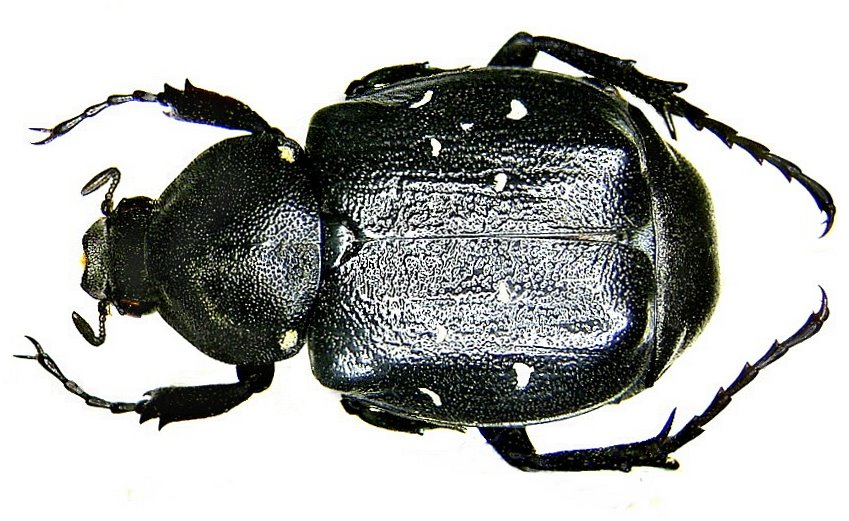
Самка
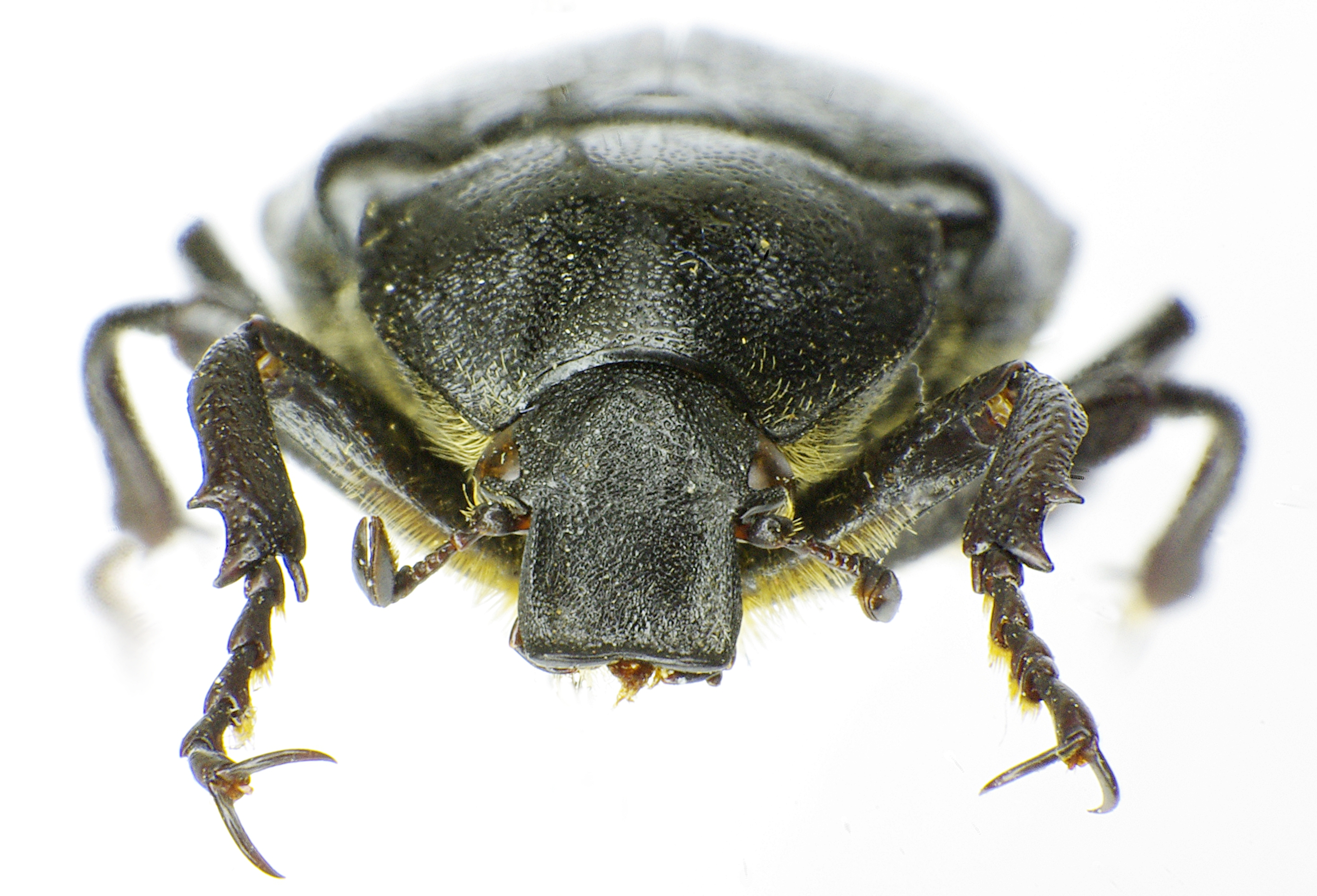
Голова самца
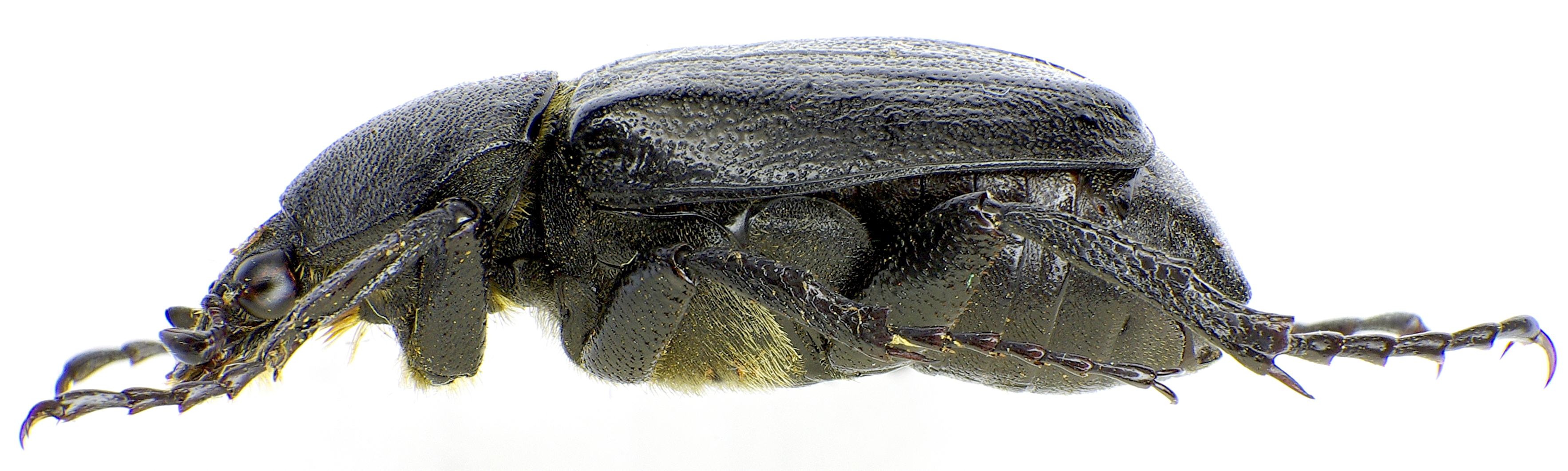
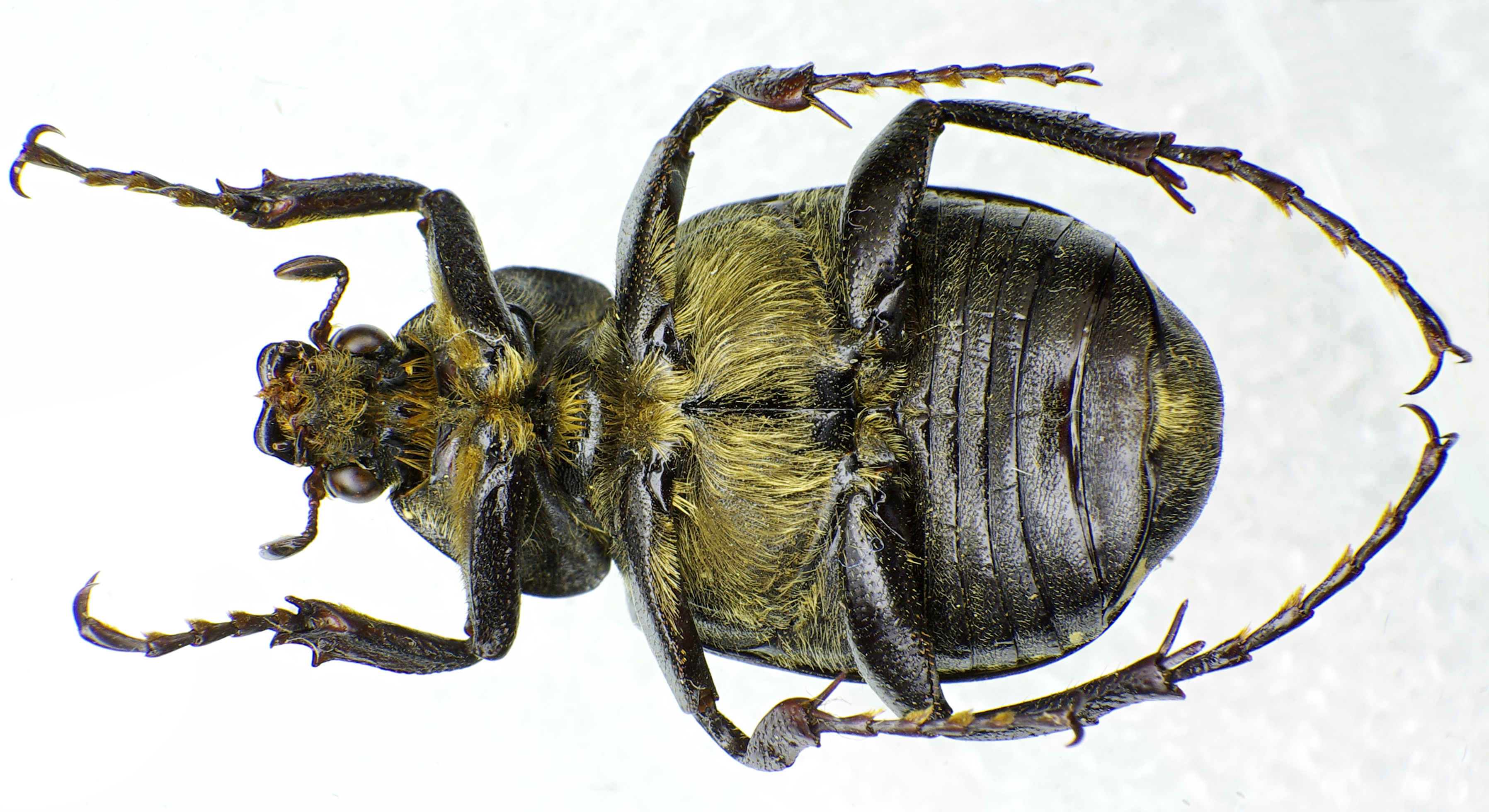
Самец, нижняя сторона тела
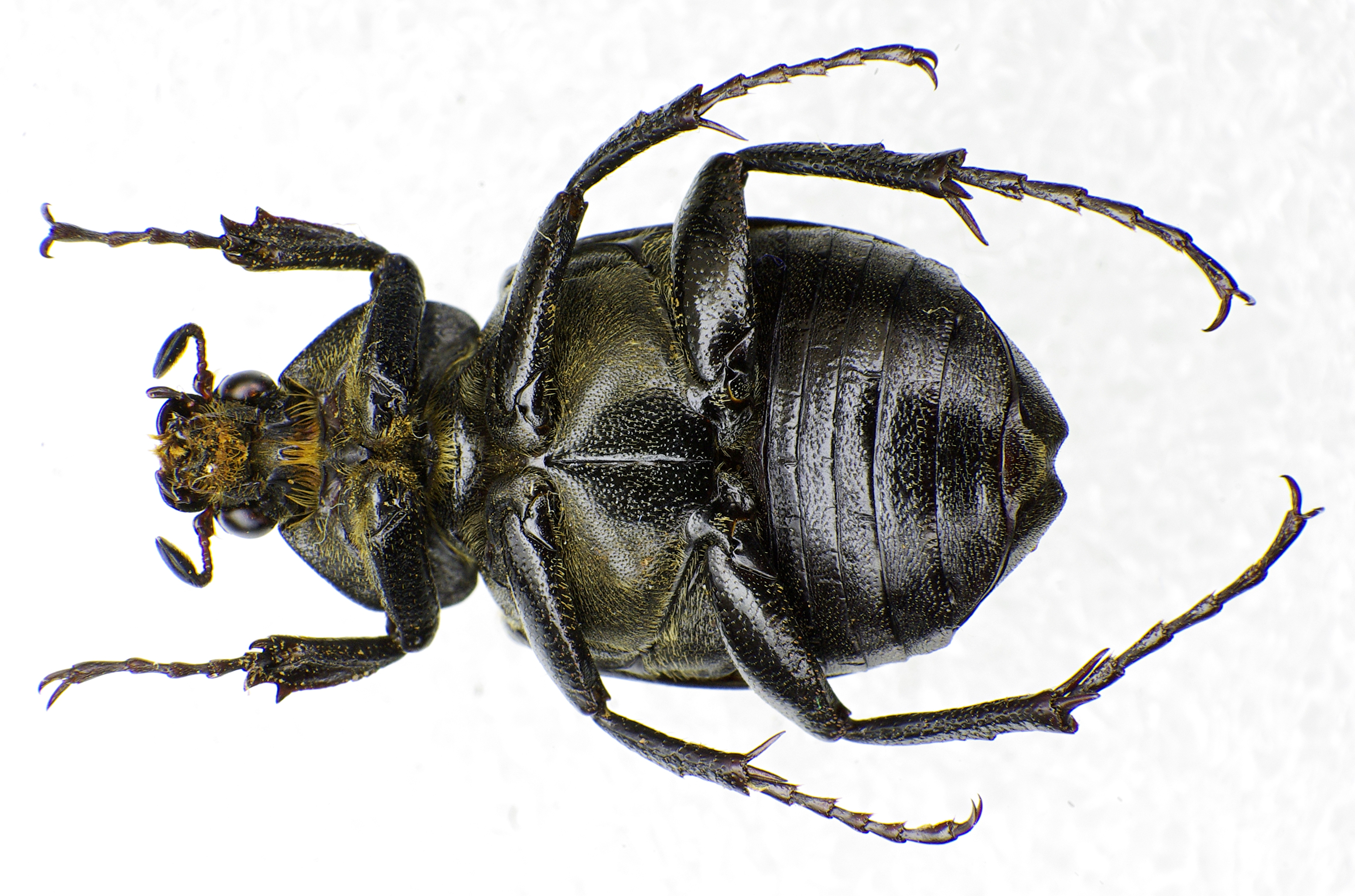
Самка, нижняя сторона тела

## Биология

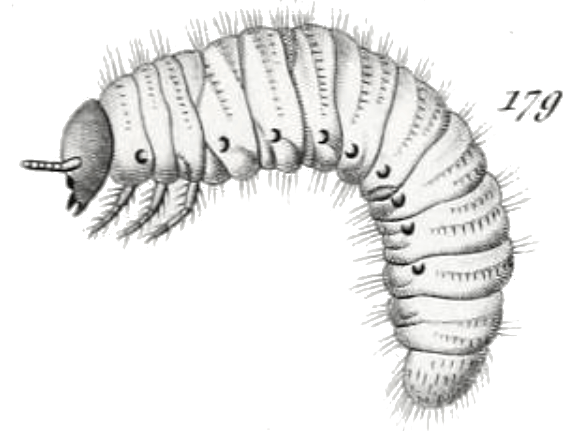
Рисунок личинки

Жуки встречаются с последней декады мая до конца июля. Встречается как на равнинах, так и в горах. Обитают в старых широколиственных, особенно дубовых, лесах. На территории стран СНГ вид встречается преимущественно на цветах чёрной бузины на лесных полянах. Жуки являются теплолюбивыми дневными насекомыми, активными в теплые солнечные дни. Обычно держатся на лесных полянах, на цветущих кустарниках и высоких травянистых растениях.
Личинка относительно крупная (длиной до 48 мм), с толстым С-образно изогнутым телом. Личинки развиваются в трухлявой древесине старых деревьев — ивы, тополя, дуба, конского каштана, ольхи. Генерация одногогодичная. Зимуют личинки, окукливание — весной.

## Ареал
Вид распространен на большей части Европы — на север до Великобритании, южной Скандинавии и Финляндии, на юг до Пиренейского полуострова, Италии, Греции, Крита и Малой Азии.
На территории стран бывшего СССР северная граница ареала проходит от Санкт-Петербурга на северную часть Московской области, Казань. Южная граница проходит от северной Молдавии на Винницкую область Украины, южнее Киева, через среднее течение
Северного Донца (Святогорск) до Волги, в пределах Сталинградской области. Восточная граница ареала проходит по Волге от Казани до Сталинграда.

## Охрана
Вид включен в Красную книгу Молдавии.